# Fernando Silva (Fußballspieler, 1977)
Fernando José Silva Garcia (* 16. Mai 1977) ist ein ehemaliger andorranischer Fußballspieler. Seine Stationen waren unterklassige Vereine wie der FC Andorra, AD Cerro de Reyes Badajoz Atlético, Deportivo Santa Eulalia, Imperio de Mérida und CF Villanovense. 
Sein internationales Debüt in der andorranischen Fußballnationalmannschaft war im Jahr 2002 und bis 2013 bestritt er 50 Länderspiele.